# Amphoe Hang Chat

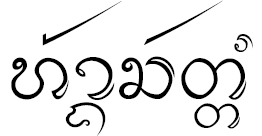
„Hang Chat“ in Lanna-Schrift

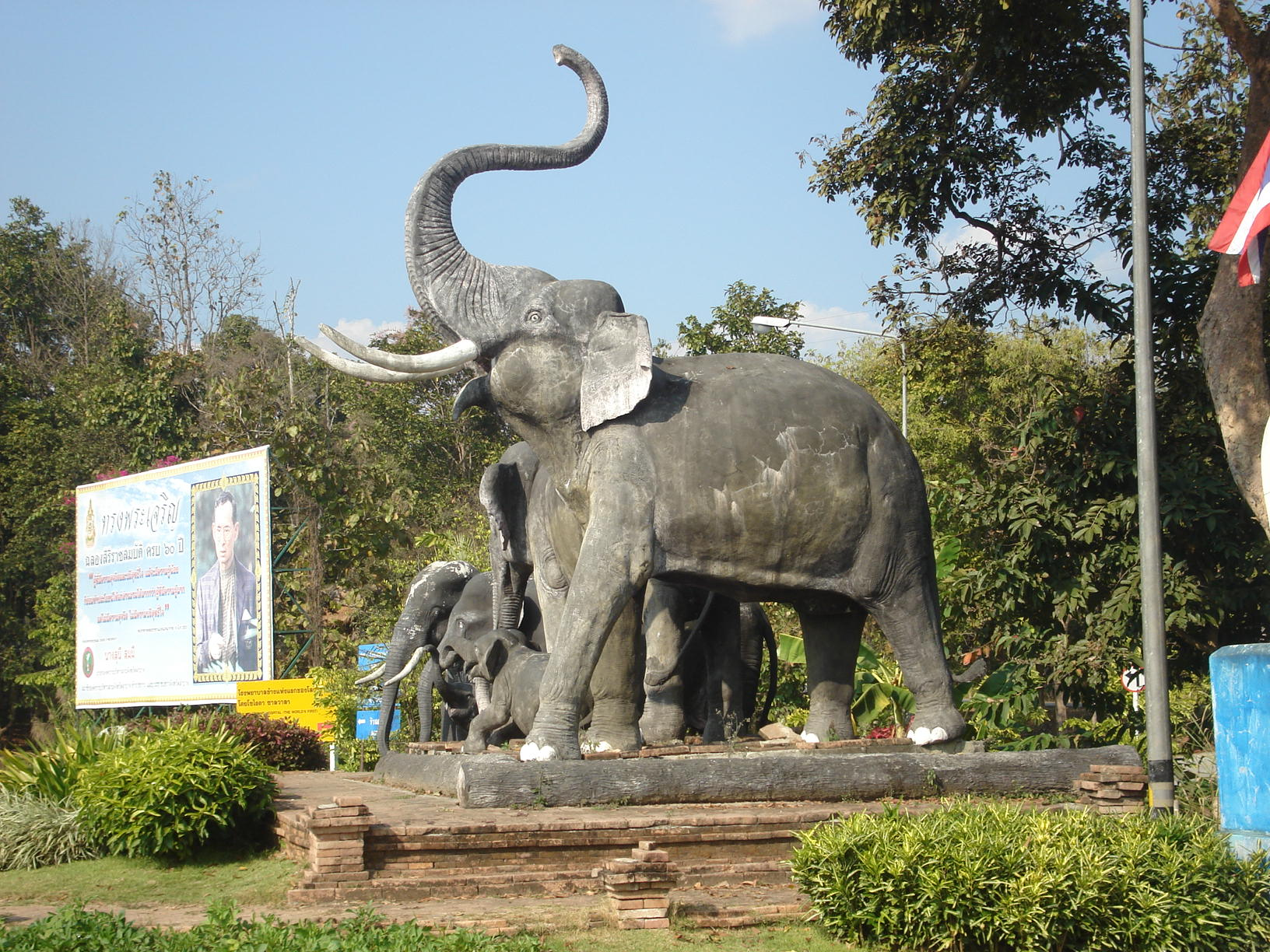
Statue vor der Elefantenschule

Amphoe Hang Chat (Thai ห้างฉัตร, Aussprache: ʔāmpʰɤ̄ː hâːŋ tɕʰàt) ist ein Landkreis (Amphoe – Verwaltungs-Distrikt) im westlichen Teil der Provinz Lampang. Die Provinz Lampang liegt in der Nordregion von Thailand.

## Geographie
Benachbarte Landkreise (von Nordosten im Uhrzeigersinn): die Amphoe Mueang Lampang, Ko Kha und Soem Ngam der Provinz Lampang, sowie Mae Tha der Provinz Lamphun.

## Geschichte
Ursprünglich wurde der Kreis Hang Sat (หางสัตว์) genannt. Im Jahr 1940 wurde er in Hang Chat umbenannt.

## Sehenswürdigkeiten
- Elefantenschule (ศูนย์อนุรักษ์ช้างไทย) – etwas außerhalb der Provinzhauptstadt Lampang, einzige echte Elefantenschule Thailands (oder sogar weltweit), die nicht touristischen Zwecken dient. Circa 100 ausgewachsene Tiere und eine Anzahl Jungtiere werden auf die Arbeit in den Wäldern vorbereitet: Marschieren, Baumstamm-Schleppen, Hilfeleistungen für die Mahuts (Elefantenführer), Lärmgewöhnung.

## Ausbildung
Im Amphoe Hang Chat befindet sich der Nebencampus Lampang der Thammasat-Universität.

## Verkehr
Durch Amphoe Hang Chat verläuft die Nationalstraße 11 (Lampang–Chiang Mai) sowie die Nordlinie der Thailändischen Staatsbahn. Im Norden des Bezirks, in den Khun-Tan-Bergen, befindet sich das Südportal des Khun-Tan-Tunnels, des längsten Eisenbahntunnels Thailands.

## Verwaltung

### Provinzverwaltung
Der Landkreis Hang Chat ist in sieben Tambon („Unterbezirke“ oder „Gemeinden“) eingeteilt, die sich weiter in 73 Muban („Dörfer“) unterteilen.
| Nr. | Name           | Thai    | Muban | Einw. |
| --- | -------------- | ------- | ----- | ----- |
| 01. | Hang Chat      | ห้างฉัตร  | 09    | 9.832 |
| 02. | Nong Lom       | หนองหล่ม | 09    | 5.122 |
| 03. | Mueang Yao     | เมืองยาว | 15    | 8.086 |
| 04. | Pong Yang Khok | ปงยางคก | 13    | 9.994 |
| 05. | Wiang Tan      | เวียงตาล | 11    | 8.722 |
| 06. | Mae San        | แม่สัน    | 09    | 4.601 |
| 07. | Wo Kaeo        | วอแก้ว   | 07    | 4.233 |

### Lokalverwaltung
Es gibt vier Kommunen mit „Kleinstadt“-Status (Thesaban Tambon) im Landkreis:
- Hang Chat Mae Tan (Thai: เทศบาลตำบลห้างฉัตรแม่ตาล) bestehend aus Teilen des Tambon Hang Chat.
- Mueang Yao (Thai: เทศบาลตำบลเมืองยาว) bestehend aus dem kompletten Tambon Mueang Yao.
- Pong Yang Khok (Thai: เทศบาลตำบลปงยางคก) bestehend aus dem kompletten Tambon Pong Yang Khok.
- Hang Chat (Thai: เทศบาลตำบลห้างฉัตร) bestehend aus Teilen des Tambon Hang Chat.

Außerdem gibt es vier „Tambon-Verwaltungsorganisationen“ (องค์การบริหารส่วนตำบล – Tambon Administrative Organizations, TAO)
- Nong Lom (Thai: องค์การบริหารส่วนตำบลหนองหล่ม) bestehend aus dem kompletten Tambon Nong Lom.
- Wiang Tan (Thai: องค์การบริหารส่วนตำบลเวียงตาล) bestehend aus dem kompletten Tambon Wiang Tan.
- Mae San (Thai: องค์การบริหารส่วนตำบลแม่สัน) bestehend aus dem kompletten Tambon Mae San.
- Wo Kaeo (Thai: องค์การบริหารส่วนตำบลวอแก้ว) bestehend aus dem kompletten Tambon Wo Kaeo.